# Danny Padilla
Danny Padilla, właśc. Dennis Padilla (ur. 3 kwietnia 1951 w Rochester) – amerykański kulturysta. Jako jeden z najniższych profesjonalnych kulturystów (158 cm wzrostu) o pseudonimie „The Giant Killer” (zabójca gigantów) już od najmłodszych lat startował w zawodach kulturystycznych z dużymi sukcesami.

## Życiorys

### Wczesne lata
Urodził się w Rochester w stanie Nowy Jork. Był szóstym dzieckiem Raymonda i Frances Padilli. Mając siedem lat zaczął trenować. Obserwował swojego starszego brata Raya i kuzyna podczas podnoszenia ciężarów. W szkole średniej uprawiał zapasy, gimnastykę, futbol amerykański i koszykówkę. Zachęcony przez magazyn kulturystyczny Physique, postanowił wykształcić tak muskulaturę, by dorównać najlepszym kulturystom.

### Kariera
W wieku osiemnastu lat był gotowy do udziału w zawodach kulturystycznych. 29 stycznia 1970 wygrał konkurs organizowany w swoim rodzinnym mieście – Mr. Rochester. Dwa lata potem na zawodach Mr. America Junior 1972 zajął ósme miejsce. Prawdziwy sukces przyszedł w roku 1975, kiedy zdobył tytuł Mr. USA i Mr. America – IFBB, a następnie rok później, w 1976 w wadze lekkiej ponownie zdobył 1. miejsce na Mr. America i 2. miejsce na Universe – IFBB. Był najlepszym umięśnionym zawodnikiem w Ameryce. Wystąpił w filmie dokumentalnym Pumping Iron (Kulturyści, 1977) z Arnoldem Schwarzeneggerem.
W 1977 zajął pierwsze miejsce na zawodach Mr. Universe. Kilkakrotnie wziął udział w Mr. Olympia w większości zajmując miejsca w pierwszej dziesiątce, na przełomie lat 70. i 80. (1978 – 6. miejsce, 1979 – 5. miejsce, 1980 – 10. miejsce, 1981 – 5. miejsce, 1983 – 12. miejsce). W 1994 startował w Mr. Olympia i zajął siódme miejsce, i sześć lat później – 10. miejsce. Mając 49 lat wycofał się z konkursów. W 2009 umieszczono jego nazwisko w hali sław IFBB Bodybuilding Joego Weidera.

## Osiągnięcia kulturystyczne
1972
- Junior Mr. America – federacja AAU, 8. miejsce.

1973
- Mr America – federacja AAU, 15. miejsce.
- Junior Mr America – federacja AAU, 15. miejsce.

1974
- Mr America – federacja AAU, 18. miejsce.
- Junior Mr America – federacja AAU, nie umieszczony.
- Mr World – federacja AAU, kat. krótka, nie umieszczony.

1975
- Mr USA – IFBB, kat. krótka, 1. miejsce.
- Mr USA – IFBB, całkowity zwycięzca.

1976
- Mr America – IFBB], kat. krótka, 1. miejsce.
- Universe – IFBB, kat. lekka, 2. miejsce.

1977
- Mr America – IFBB, całkowity zwycięzca.
- Mr America – IFBB, kat. lekka, 1. miejsce.
- Universe – IFBB, kat. lekka, 1. miejsce.

1978
- 1978 Mr. Olympia – IFBB, Lightweight, 3. miejsce.
- 1978 Mr. Olympia – IFBB, kat. średnia, 6. miejsce.
- Professional World Cup – IFBB, 2. miejsce.
- USA vs. the World – IFBB, Lightweight, 1. miejsce.

1979
- Best in the World – IFBB, profesjonalnie, 5. miejsce.
- Florida Pro Invitational – IFBB, 3. miejsce.
- Grand Prix Pensylwanii – IFBB, 5. miejsce.
- Night of Champions – IFBB, 2. miejsce.
- 1979 Mr. Olympia – IFBB, kat. lekka, 5. miejsce.

1980
- Grand Prix Miami – IFBB, 3. miejsce.
- 1980 Mr. Olympia – IFBB, 10. miejsce.

1981
- 1980 Mr. Olympia – IFBB, 5. miejsce.

1982
- Night of Champions – IFBB, 5. miejsce.
- 1982 Mr. Olympia – IFBB, 12. miejsce.

1983
- Night of Champions – IFBB, 9. miejsce.

1984
- World Pro Championships – IFBB, 7. miejsce.

1985
- 1985 Mr. Olympia – IFBB, 16. miejsce.

1986
- World Pro Championships – IFBB, 13. miejsce.

1990
- Grand Prix Anglii – IFBB, 5. miejsce.
- Grand Prix Finlandii – IFBB, 4. miejsce.
- Grand Prix Francji – IFBB, 5. miejsce.
- Grand Prix Niemiec – IFBB, 7. miejsce.
- Grand Prix Holandii – IFBB, 7. miejsce.
- Grand Prix Włoch – IFBB, 4. miejsce.
- Niagara Falls Pro Invitational – IFBB, 2. miejsce.
- Night of Champions – IFBB, 3. miejsce.

1991
- WBF Grand Prix – WBF, 10. miejsce.

1994
- Olympia – Masters – IFBB, 7. miejsce.

2000
- Olympia – Masters – IFBB, 10. miejsce.

2009
- IFBB Hall Of Fame.

## Filmografia

### Filmy fabularne
- 1977: Pumping Iron (Kulturyści) w roli samego siebie.
- 1980: The Comeback (dokumentalny) w roli samego siebie.
- 1980: Totalna odbudowa (Schwarzenegger – Total Rebuild, dokumentalny) w roli samego siebie.
- 2001: Straż wiejska (Super Troopers) jako Urinatee.

### Seriale TV
- 1991: WBF Bodystars w roli samego siebie.
- 1992: Family Feud – odc. WWF vs. WBF Bodystars  w roli samego siebie.